# Chapoda inermis
Chapoda inermis är en spindelart som först beskrevs av Pickard-Cambridge F. 1901.  Chapoda inermis ingår i släktet Chapoda och familjen hoppspindlar. Inga underarter finns listade i Catalogue of Life.